# Corbonod
Corbonod est  une commune française, de l'Ain. Elle est située sur la rive droite du Rhône, en face de Seyssel (Haute-Savoie) et au nord de Seyssel (Ain). Elle fait partie de la communauté de communes Usses et Rhône.

## Géographie
Située dans le Bugey à l'est du département de l'Ain (Arrondissement de Belley, canton de Seyssel), sur la rive droite du haut-Rhône, aux confins de trois départements (Ain, Savoie et Haute-Savoie), Corbonod est une commune rurale de moyenne montagne à vocation agricole et viticole, tournée vers les bassins du Genevois et de la Haute-Savoie.
Elle s'étend sur plus de 3 100 hectares.
La commune comporte douze hameaux : du nord au sud : Orbagnoux, Puthier, Sylan, Etranginaz, Eilloux, Gignez, Corbonod, Mancin, Fontaine, la Trille, Charbonnières, Rhémoz.
Le canton de Seyssel (Ain), qui fait partie de l'arrondissement de Belley, a cinq communes et 5 663 habitants, en 1999.

### Climat
Pour des articles plus généraux, voir Climat d'Auvergne-Rhône-Alpes et Climat de l'Ain.
En 2010, le climat de la commune est de type climat des marges montargnardes, selon une étude du CNRS s'appuyant sur une série de données couvrant la période 1971-2000. En 2020, Météo-France publie une typologie des climats de la France métropolitaine dans laquelle la commune est exposée à un climat de montagne ou de marges de montagne et est dans la région climatique Alpes du nord, caractérisée par une pluviométrie annuelle de 1 200 à 1 500 mm, irrégulièrement répartie en été.
Pour la période 1971-2000, la température annuelle moyenne est de 11,1 °C, avec une amplitude thermique annuelle de 18,3 °C. Le cumul annuel moyen de précipitations est de 1 220 mm, avec 10,6 jours de précipitations en janvier et 8,3 jours en juillet. Pour la période 1991-2020, la température moyenne annuelle observée sur la station météorologique de Météo-France la plus proche, « Usinens Sa », sur la commune d'Usinens à 5 km à vol d'oiseau, est de 11,8 °C et le cumul annuel moyen de précipitations est de 985,3 mm,. Pour l'avenir, les paramètres climatiques de la commune estimés pour 2050 selon différents scénarios d'émission de gaz à effet de serre sont consultables sur un site dédié publié par Météo-France en novembre 2022.

## Urbanisme

### Typologie
Au 1er janvier 2024, Corbonod est catégorisée commune rurale à habitat dispersé, selon la nouvelle grille communale de densité à 7 niveaux définie par l'Insee en 2022.
Elle appartient à l'unité urbaine de Seyssel, une agglomération inter-départementale dont elle est une commune de la banlieue,. La commune est en outre hors attraction des villes,.

### Occupation des sols
L'occupation des sols de la commune, telle qu'elle ressort de la base de données européenne d’occupation biophysique des sols Corine Land Cover (CLC), est marquée par l'importance des forêts et milieux semi-naturels (75,9 % en 2018), une proportion sensiblement équivalente à celle de 1990 (76,3 %). La répartition détaillée en 2018 est la suivante : 
forêts (65,1 %), zones agricoles hétérogènes (21 %), milieux à végétation arbustive et/ou herbacée (10,9 %), zones urbanisées (1,6 %), eaux continentales (1,5 %).
L'évolution de l’occupation des sols de la commune et de ses infrastructures peut être observée sur les différentes représentations cartographiques du territoire : la carte de Cassini (XVIIIe siècle), la carte d'état-major (1820-1866) et les cartes ou photos aériennes de l'IGN pour la période actuelle (1950 à aujourd'hui).

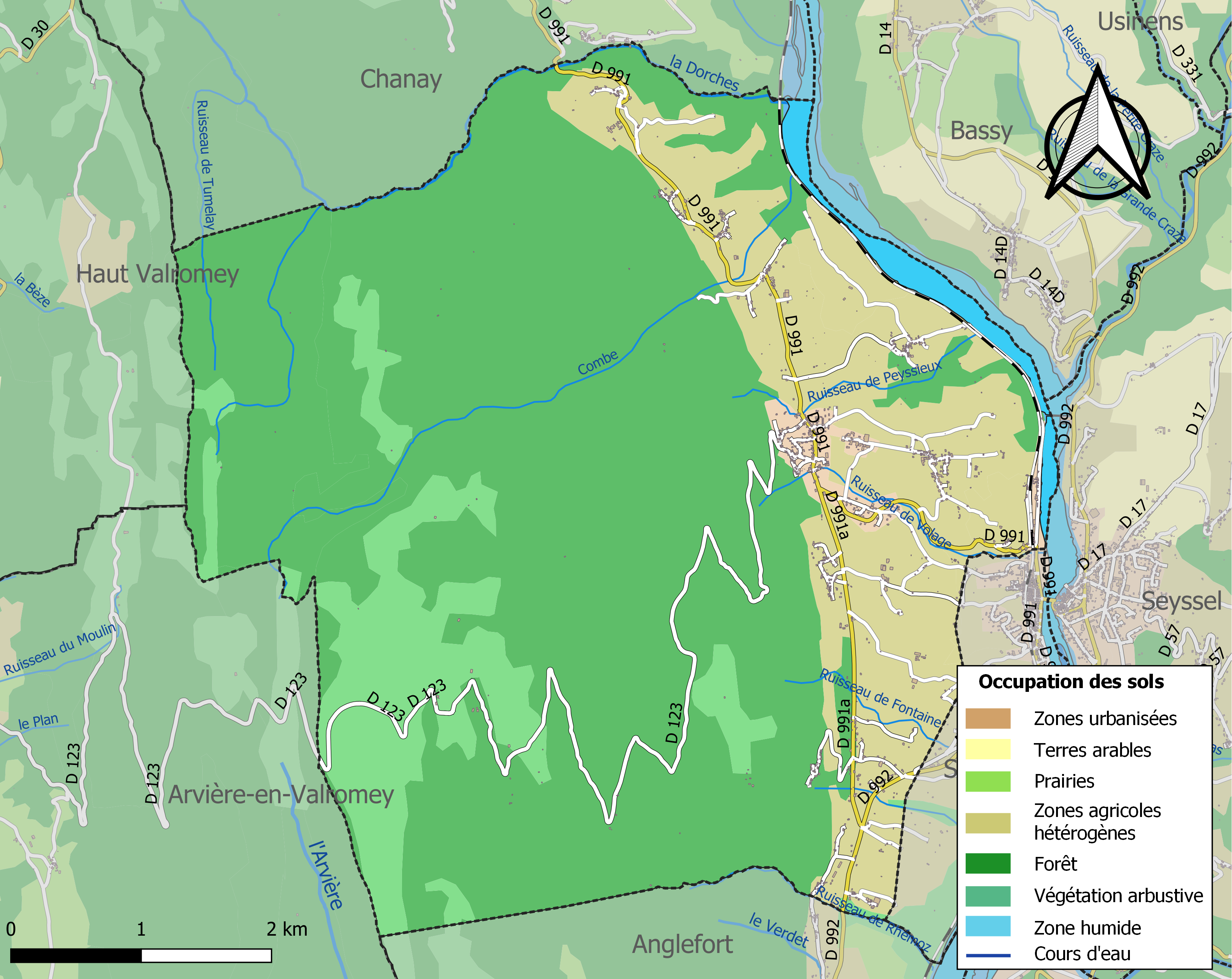
Carte des infrastructures et de l'occupation des sols de la commune en 2018 (CLC).

## Transports

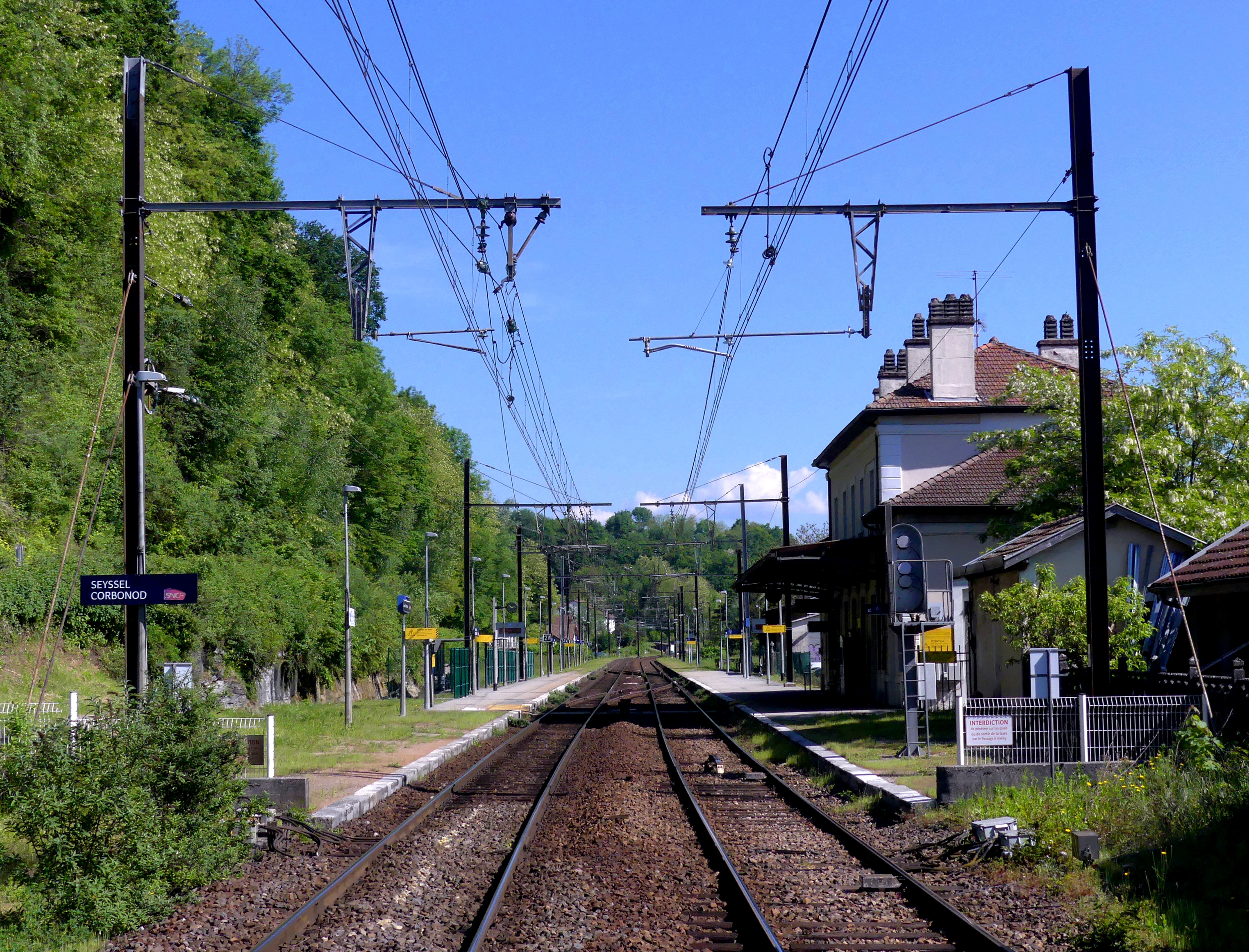
La gare de Seyssel - Corbonod.

Sur le territoire communal proche du centre de Seyssel se trouve la gare de Seyssel-Corbonod.

## Politique et administration

### Découpage territorial
La commune de Corbonod est membre de la communauté de communes Usses et Rhône, un établissement public de coopération intercommunale (EPCI) à fiscalité propre créé le 1er janvier 2017 dont le siège est à Seyssel. Ce dernier est par ailleurs membre d'autres groupements intercommunaux.
Sur le plan administratif, elle est rattachée à l'arrondissement de Belley, au département de l'Ain et à la région Auvergne-Rhône-Alpes. Sur le plan électoral, elle dépend du canton de Plateau d'Hauteville pour l'élection des conseillers départementaux, depuis le redécoupage cantonal de 2014 entré en vigueur en 2015, et de la troisième circonscription de l'Ain pour les élections législatives, depuis le dernier découpage électoral de 2010.

### Administration municipale
La mairie est située au hameau de Gignez.
| Période | Période  | Identité                    | Étiquette | Qualité                                                                       |
| ------- | -------- | --------------------------- | --------- | ----------------------------------------------------------------------------- |
|         |          | Augustin Passerat de Silans |           | Conseiller général, député de l'Ain, conseiller à la Cour des Comptes à Paris |
|         |          | ...                         |           |                                                                               |
| 1876    | 1908     | Honoré Giguet               |           | Député, sénateur, conseiller général de l'Ain.                                |
| 1947    | 1965     | Charles Rochex              |           |                                                                               |
| 1965    | 1989     | Bernard Lerges              |           |                                                                               |
| 2001    | 2020     | Joseph Travail              |           | Réélu en 2008 et 2014                                                         |
| 2020    | En cours | Patrick Chapel              |           |                                                                               |

Jusqu'au 1er janvier 2017, elle faisait partie de la communauté de communes du pays de Seyssel, date à laquelle celle-ci a fusionné au sein de la communauté de communes Usses et Rhône.

## Démographie
L'évolution du nombre d'habitants est connue à travers les recensements de la population effectués dans la commune depuis 1793. Pour les communes de moins de 10 000 habitants, une enquête de recensement portant sur toute la population est réalisée tous les cinq ans, les populations de référence des années intermédiaires étant quant à elles estimées par interpolation ou extrapolation. Pour la commune, le premier recensement exhaustif entrant dans le cadre du nouveau dispositif a été réalisé en 2007.
En 2022, la commune comptait 1 315 habitants, en évolution de +4,78 % par rapport à 2016 (Ain : +5,15 %, France hors Mayotte : +2,11 %).
| 1793  | 1800  | 1806  | 1821  | 1831  | 1836  | 1841  | 1846  | 1851  |
| ----- | ----- | ----- | ----- | ----- | ----- | ----- | ----- | ----- |
| 1 129 | 1 181 | 1 364 | 1 339 | 1 382 | 1 339 | 1 448 | 1 449 | 1 394 |

| 1856  | 1861  | 1866  | 1872  | 1876  | 1881  | 1886  | 1891  | 1896  |
| ----- | ----- | ----- | ----- | ----- | ----- | ----- | ----- | ----- |
| 1 367 | 1 355 | 1 403 | 1 305 | 1 326 | 1 329 | 1 293 | 1 253 | 1 231 |

| 1901  | 1906  | 1911  | 1921 | 1926 | 1931 | 1936 | 1946 | 1954 |
| ----- | ----- | ----- | ---- | ---- | ---- | ---- | ---- | ---- |
| 1 174 | 1 150 | 1 051 | 845  | 887  | 871  | 875  | 926  | 930  |

| 1962 | 1968 | 1975 | 1982 | 1990 | 1999 | 2006  | 2007  | 2012  |
| ---- | ---- | ---- | ---- | ---- | ---- | ----- | ----- | ----- |
| 898  | 917  | 884  | 839  | 841  | 898  | 1 079 | 1 105 | 1 203 |

| 2017  | 2022  | - | - | - | - | - | - | - |
| ----- | ----- | - | - | - | - | - | - | - |
| 1 264 | 1 315 | - | - | - | - | - | - | - |

## Économie
Corbonod est une commune viticole :
- la Roussette du Bugey : vin blanc AOC, vin en appellation vin de Seyssel, en particulier produit sur Corbonod pour le département de l'Ain ;
- la Molette (vin blanc), le Gamay (vin rouge) et le Royal Seyssel : blanc pétillant.

## Culture locale et patrimoine

### Lieux et monuments
- La croix Famban domine la commune du haut de ses 1 317 m. Elle est située sur Lyand (montagne de Lyand), la plupart des personnes disent "Surlyand" en un seul mot.
- La cascade d'Eilloux.
- L'église Saint-Maurice de Corbonod rénovée en 2006.
- Ruines du château de Silans ou Siland. Les chevaliers de Silans sont cités depuis 1230 parmi les vassaux des comtes de Savoie[21].

### Personnalités liées à la commune
- Honoré Giguet (1834 - 1914), député et sénateur de l'Ain, est né dans la commune. Il fut également maire de la commune durant trente-deux ans.